# ایستمن جانسون
ایستمن جانسن (انگلیسی: Eastman Johnson; ۲۹ ژوئیهٔ ۱۸۲۴ – ۵ مهٔ ۱۹۰۶) نقاش اهل ایالات متحده آمریکا بود. ایستمن یکی از بنیانگذاران موزه متروپولیتن نیویورک بود که نام وی نیز در سردر ورودی این موزه درج گردیده‌است. جانسن به واسطهٔ سبک خاص خودش در اجرای فرم نقاشی صحنه‌های خودمانی به شهرت بسزایی رسید. برخی از آثار وی که از افراد مشهور طرح گردیده‌اند نیز از محبوبیت بسیار زیادی برخوردار هستند که از میان آنها می‌توان به نقاشی‌هایی از آبراهام لینکلن، ناتانیل هاوثورن، رالف والدو امرسون و هنری وادزورث لانگ‌فلو اشاره داشت

## نگارخانه

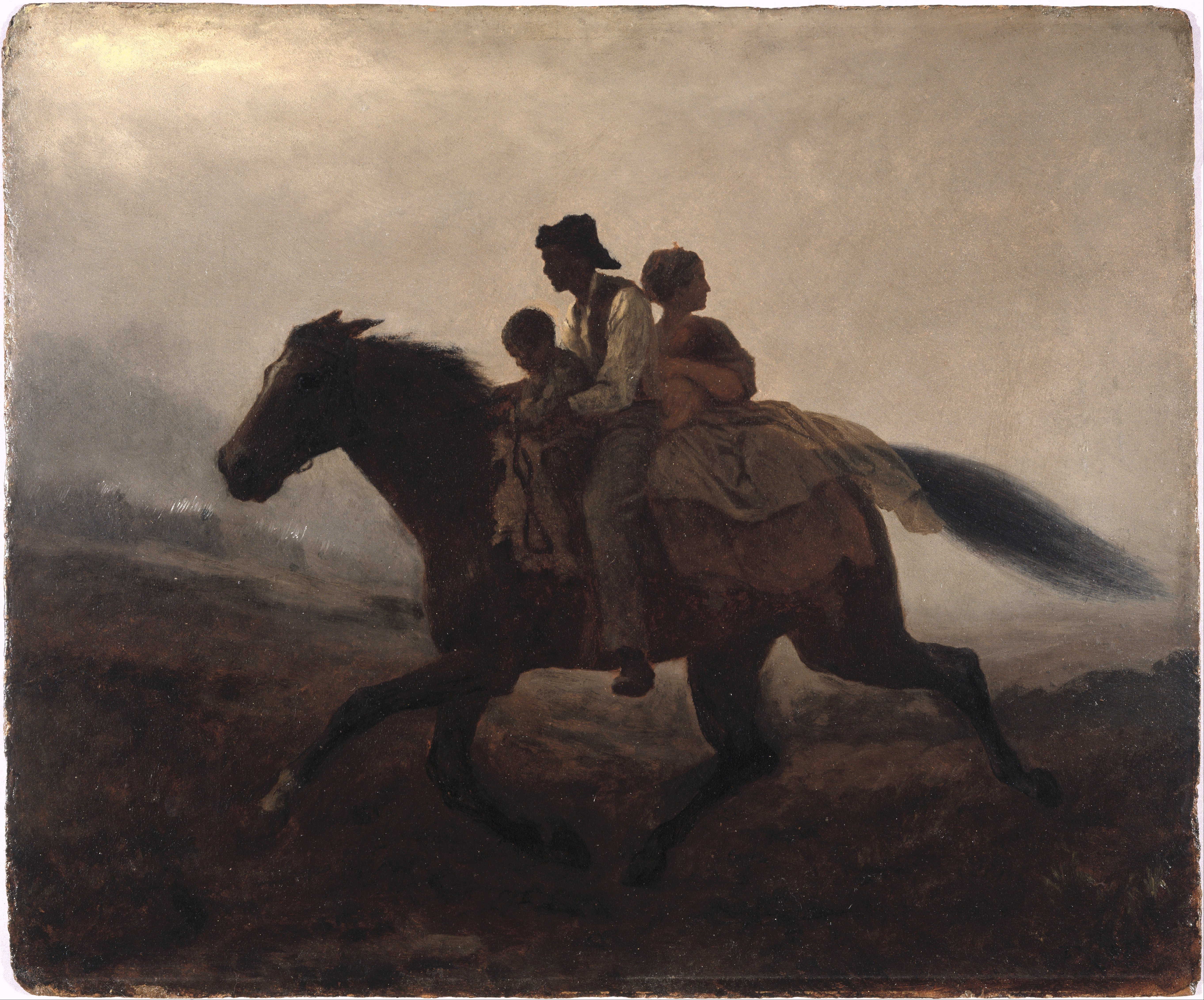
فرار برای آزادی
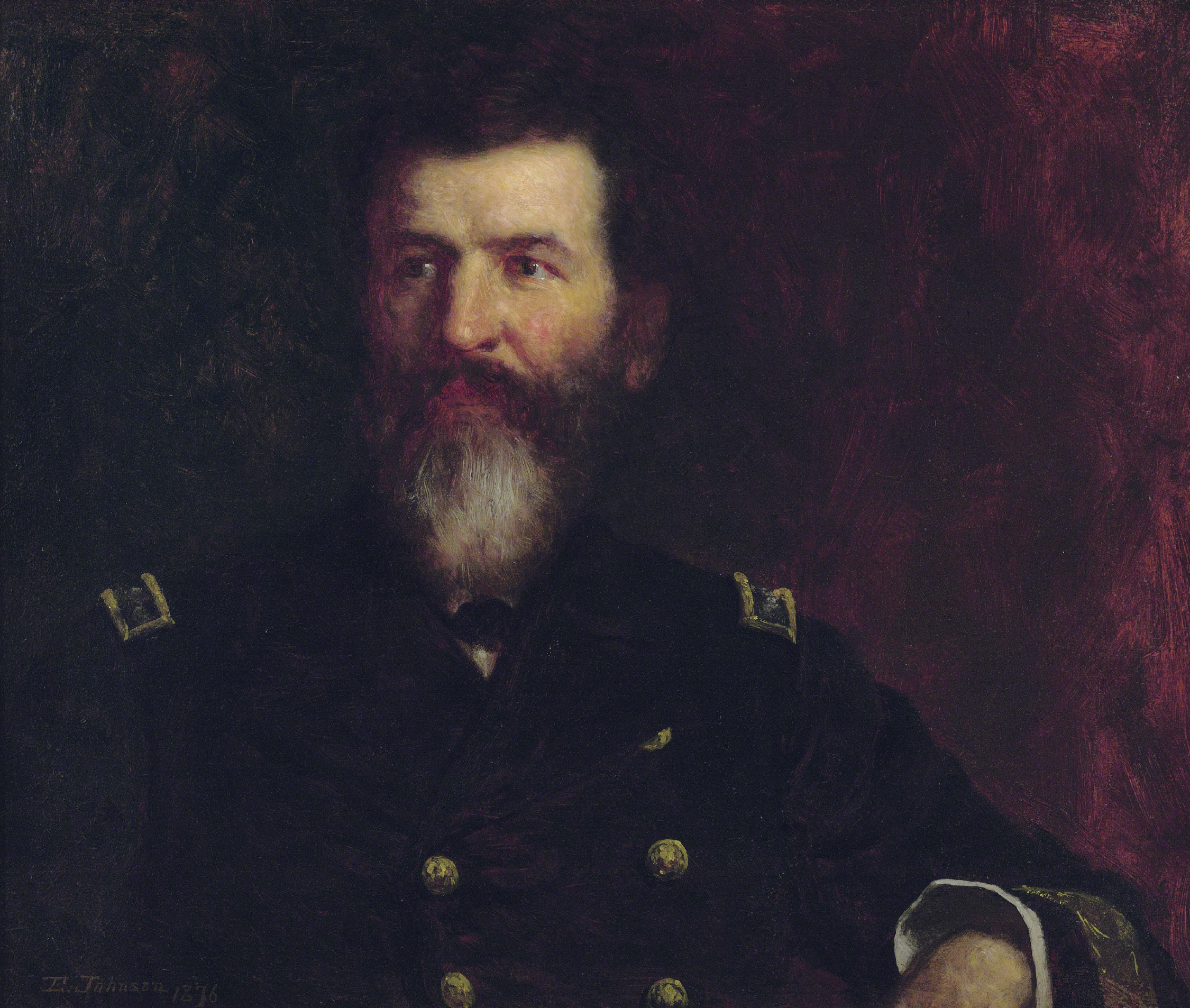
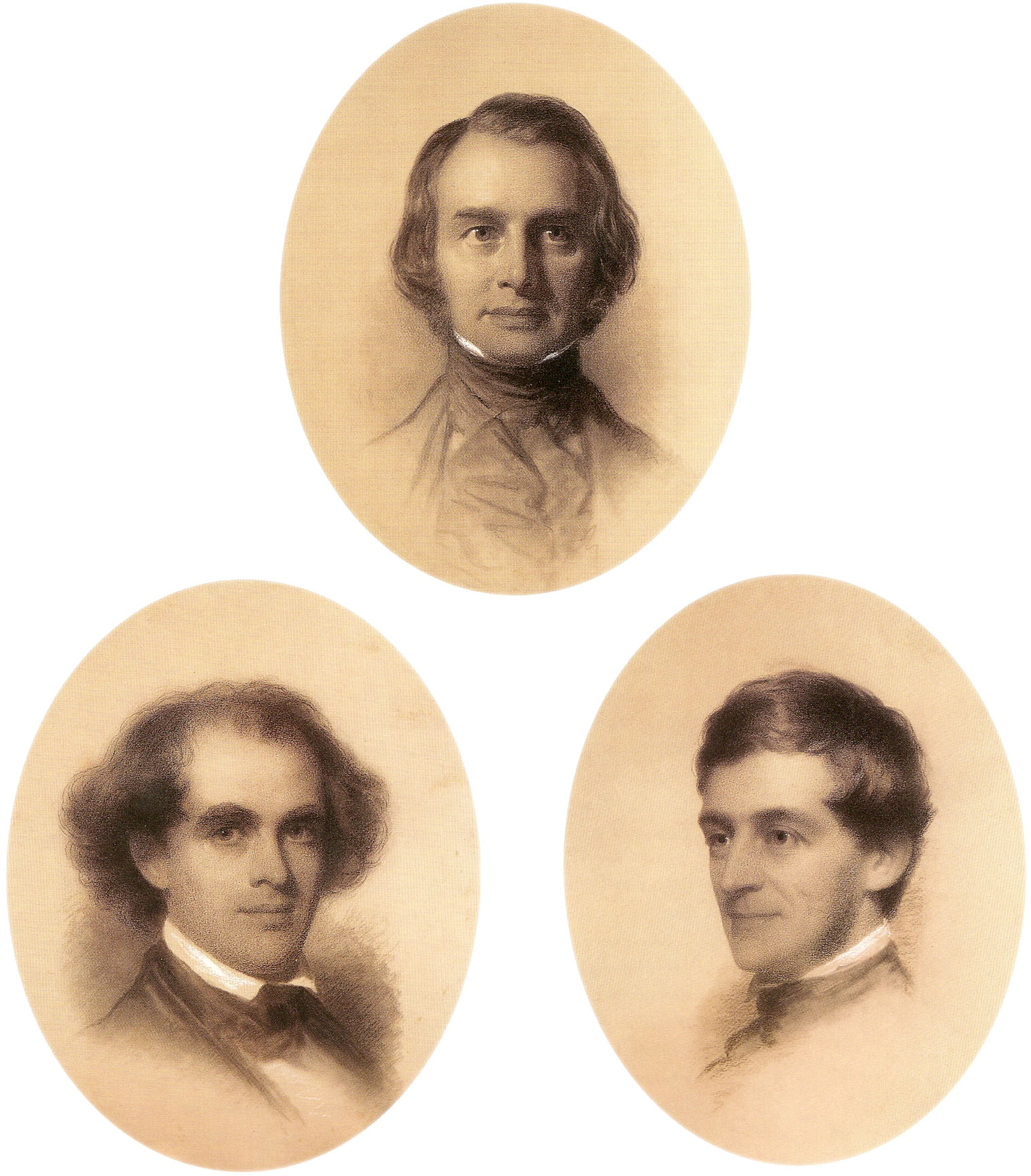
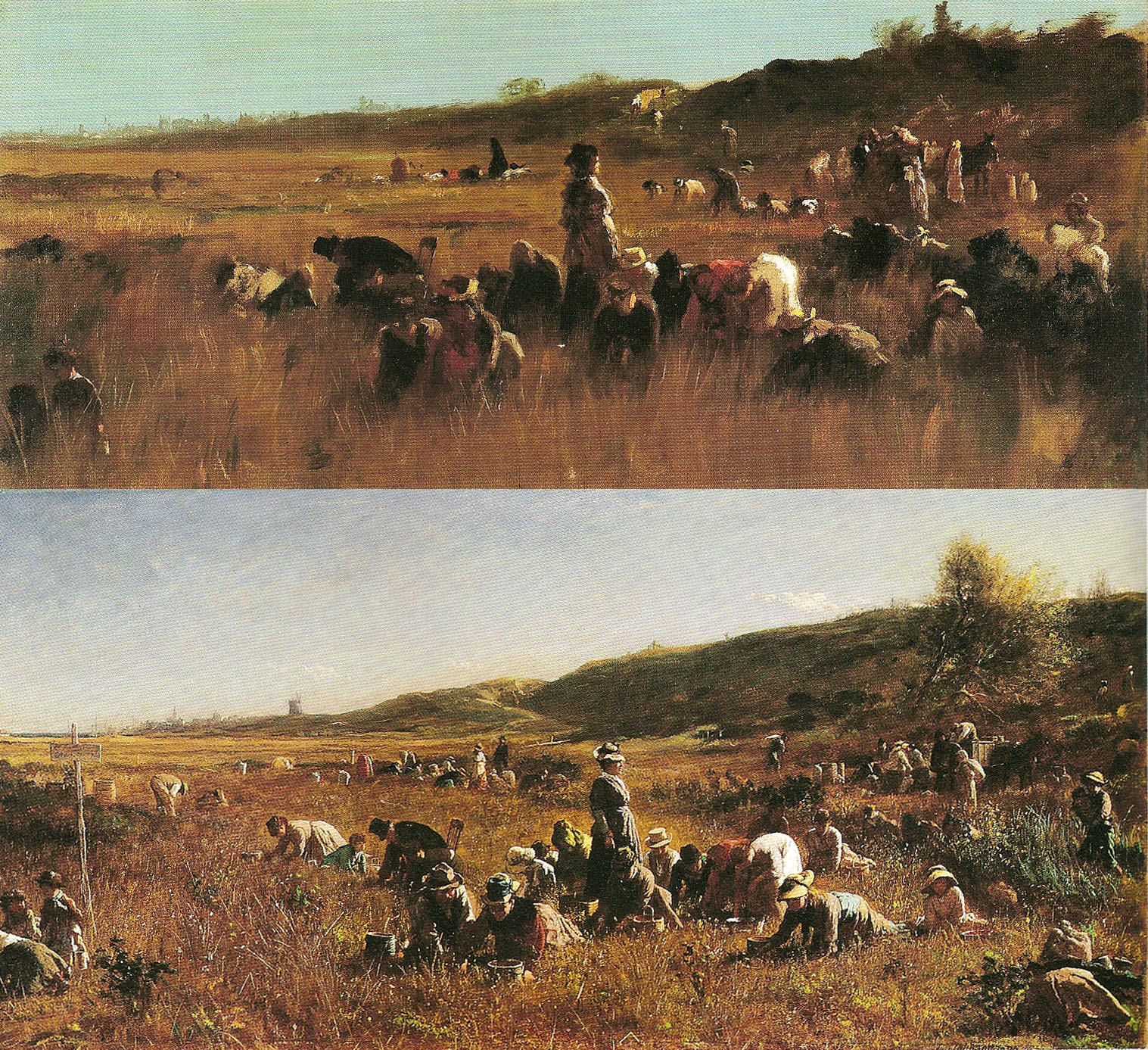
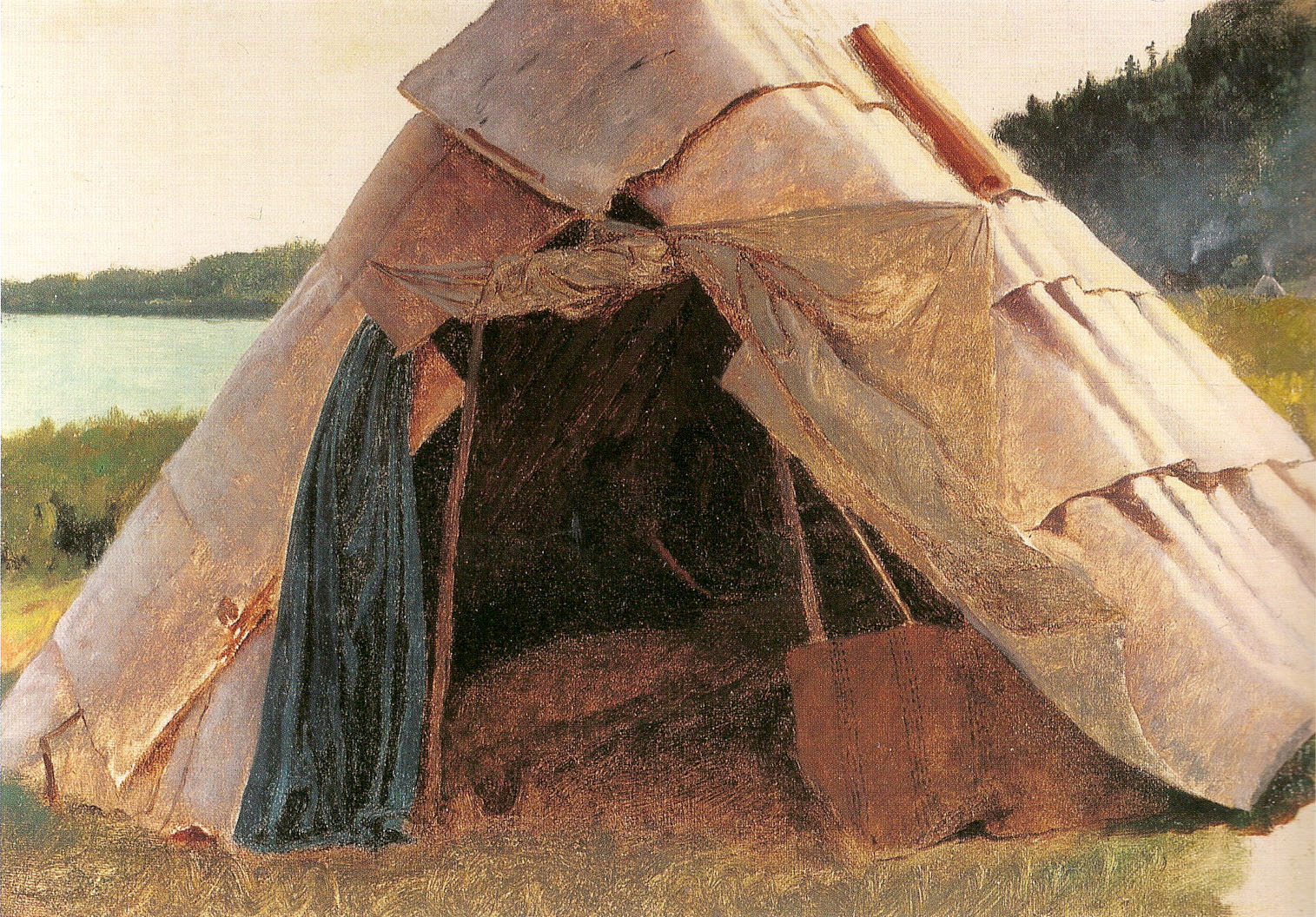
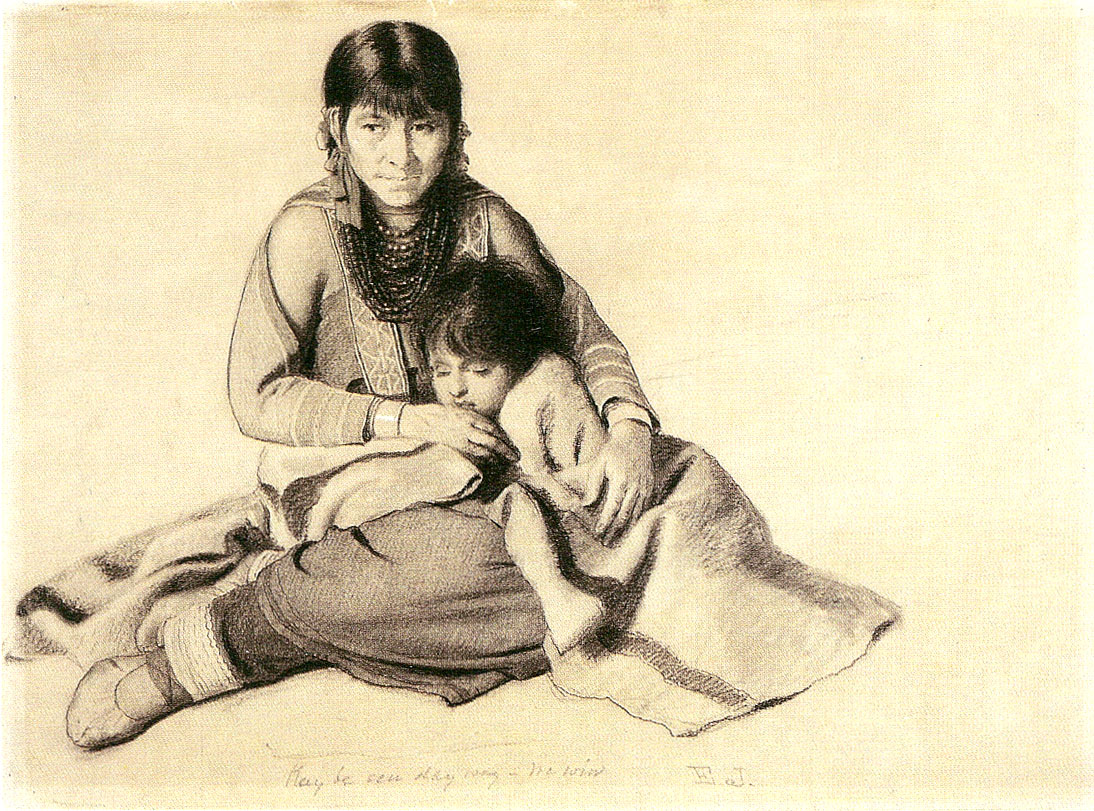
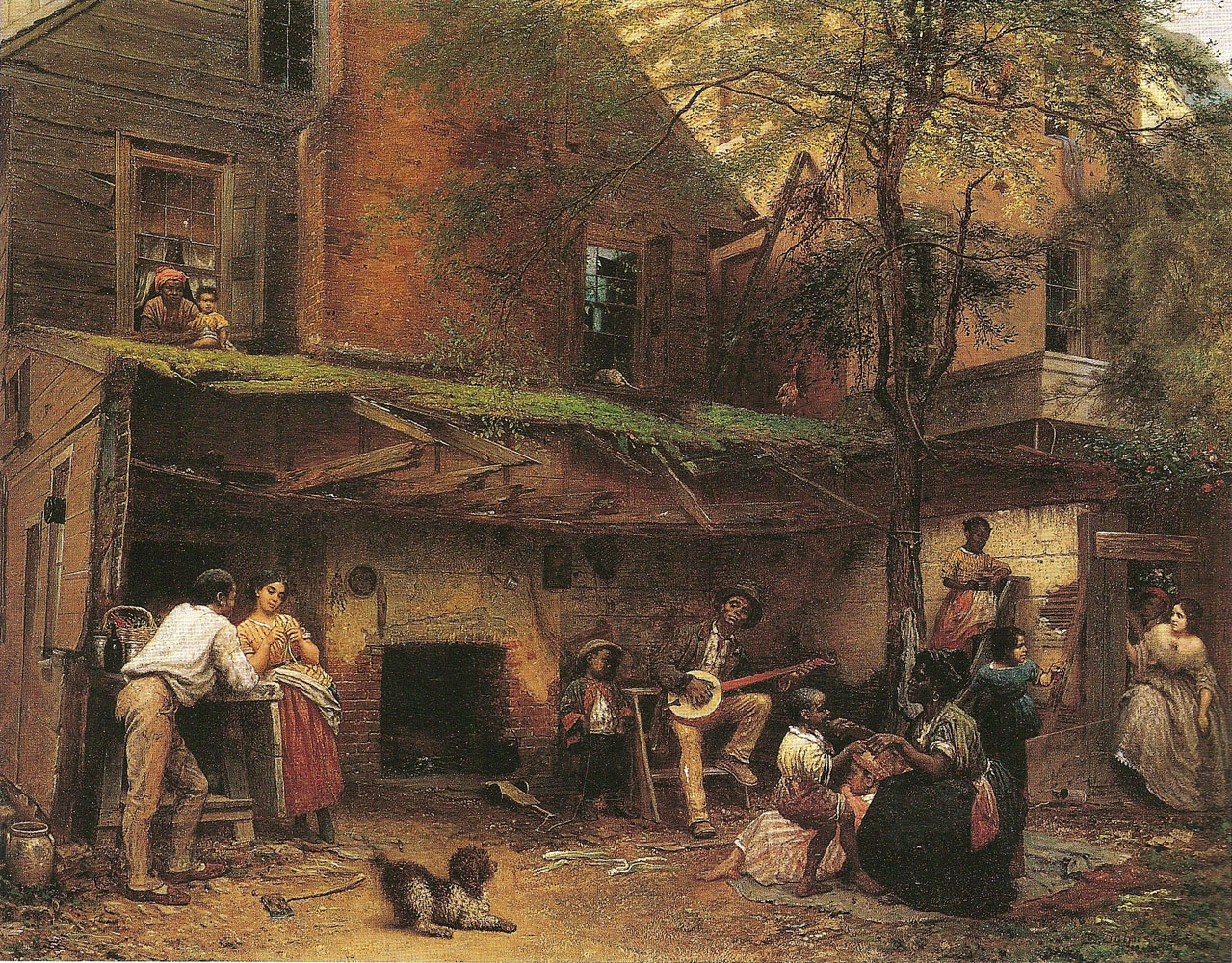
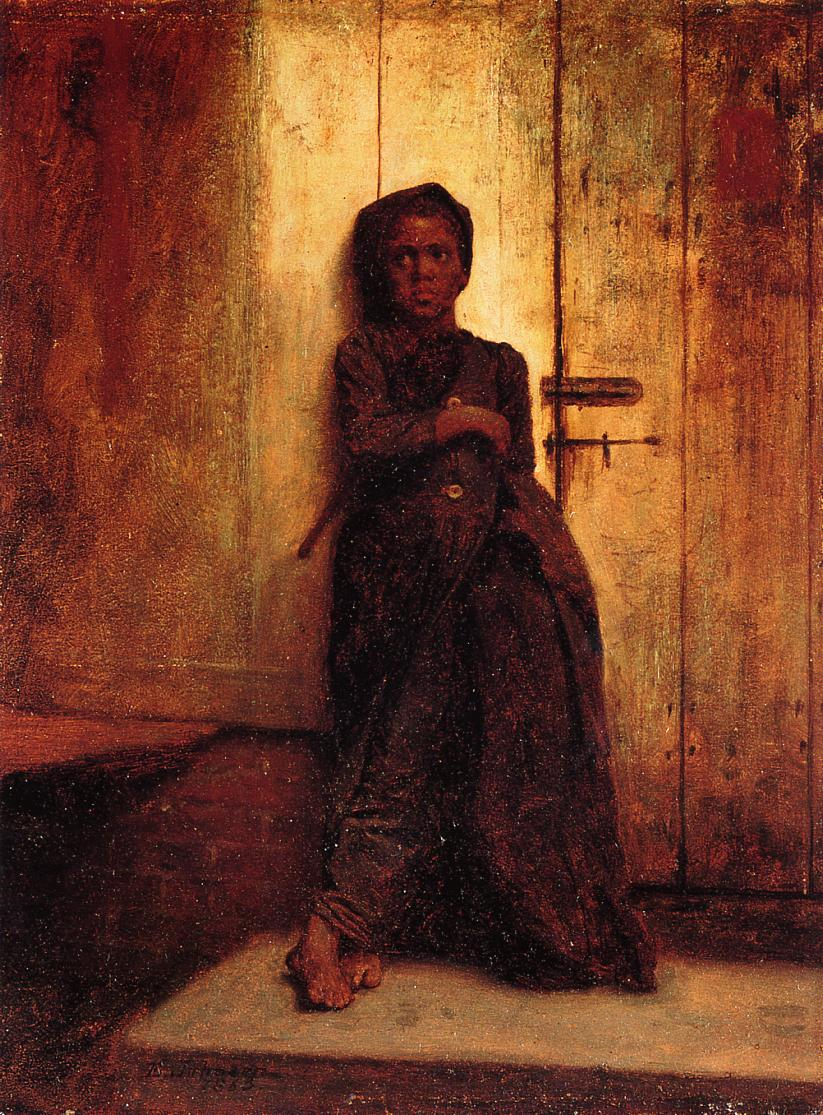
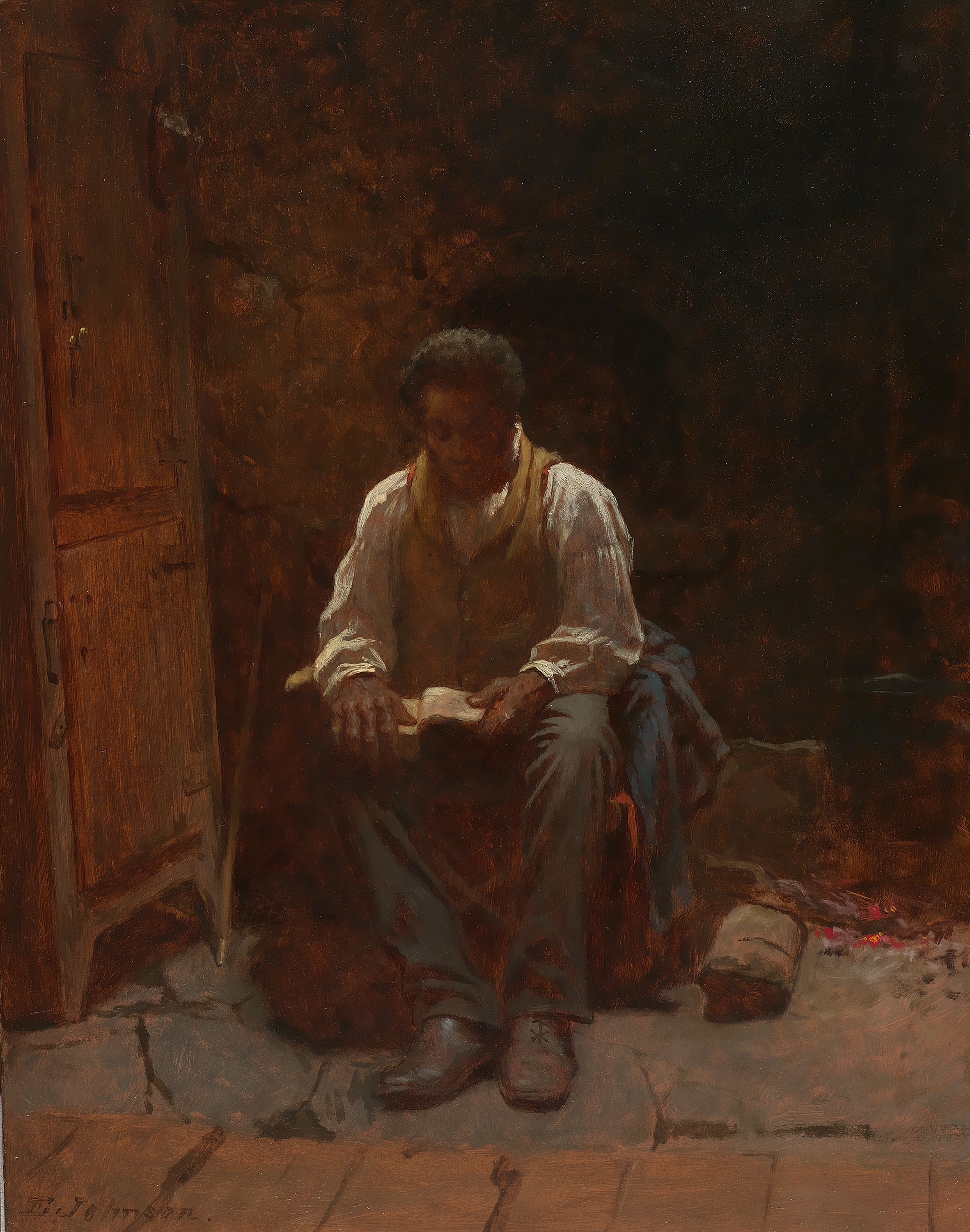
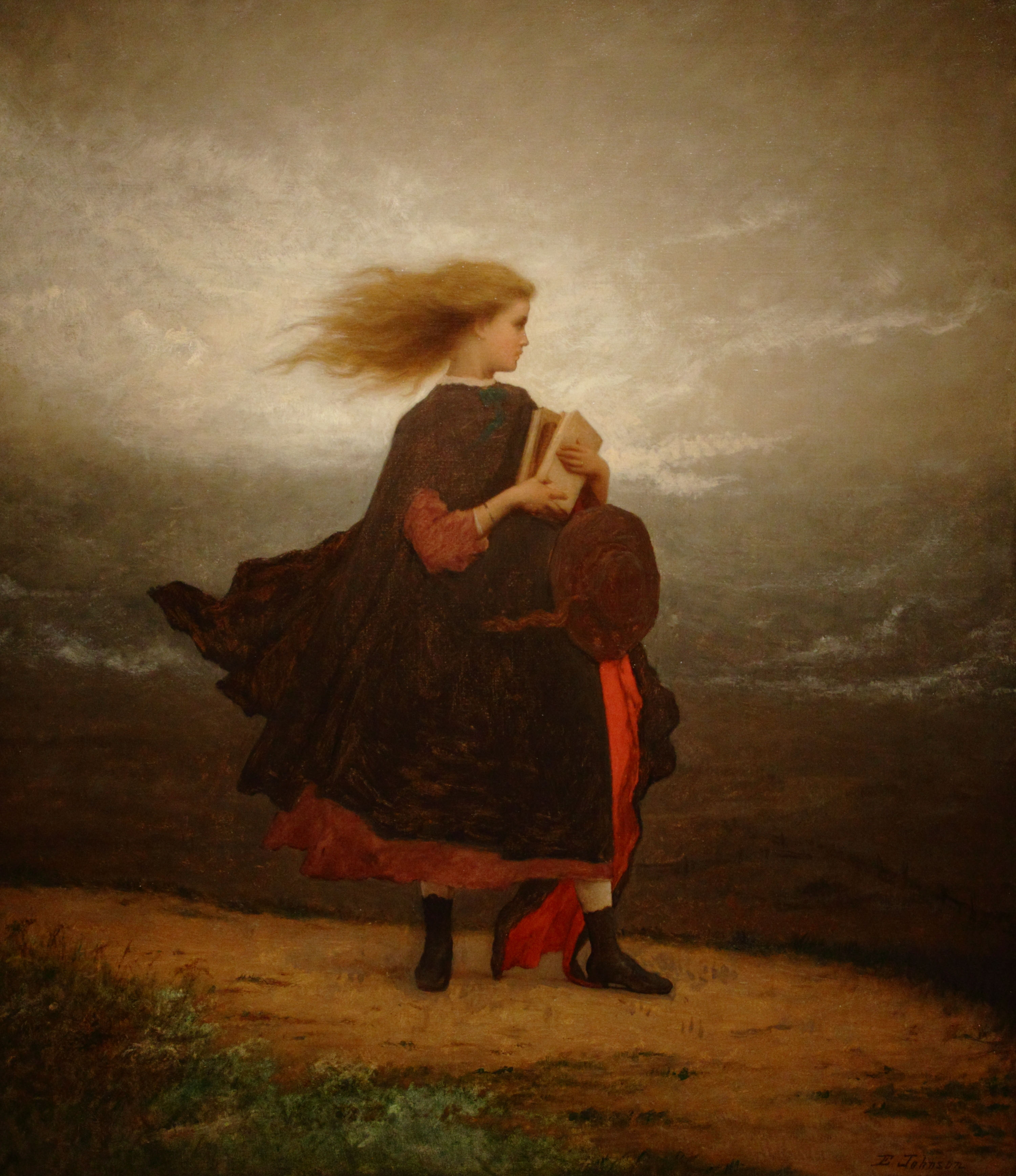
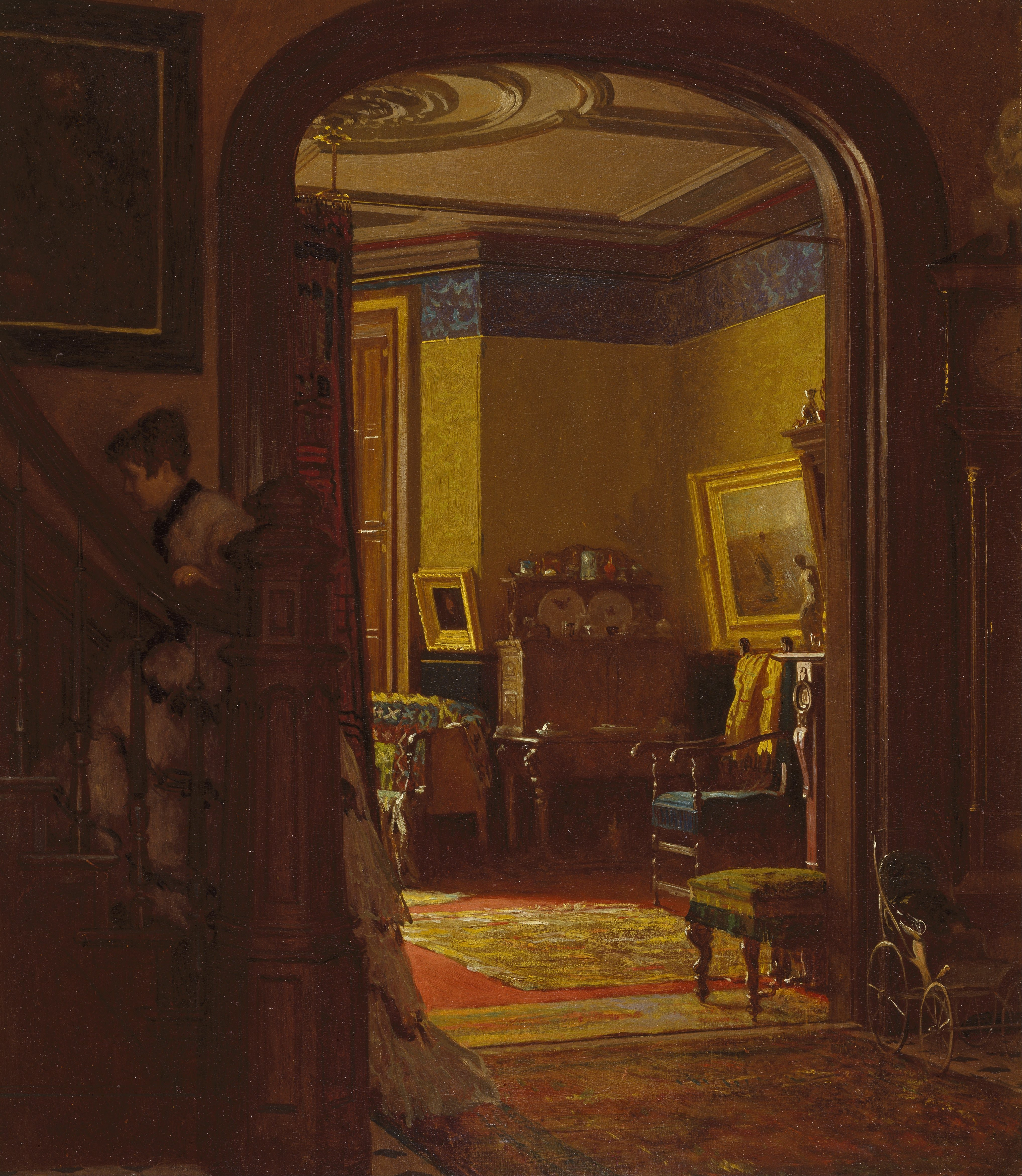
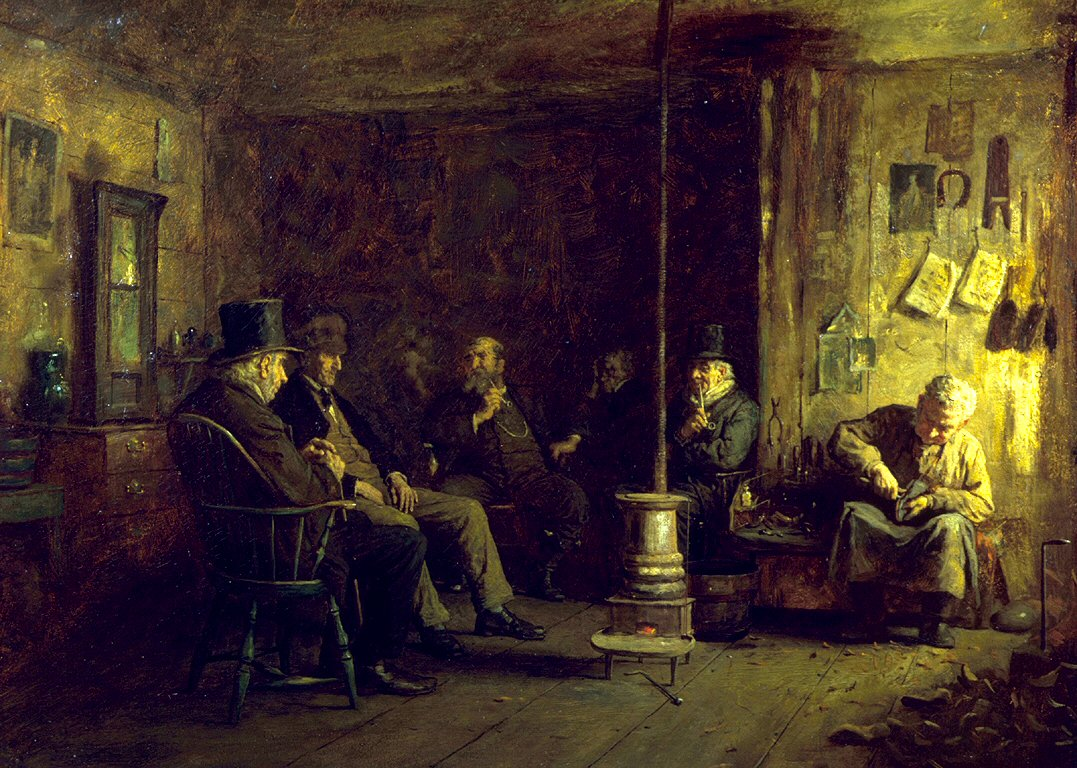
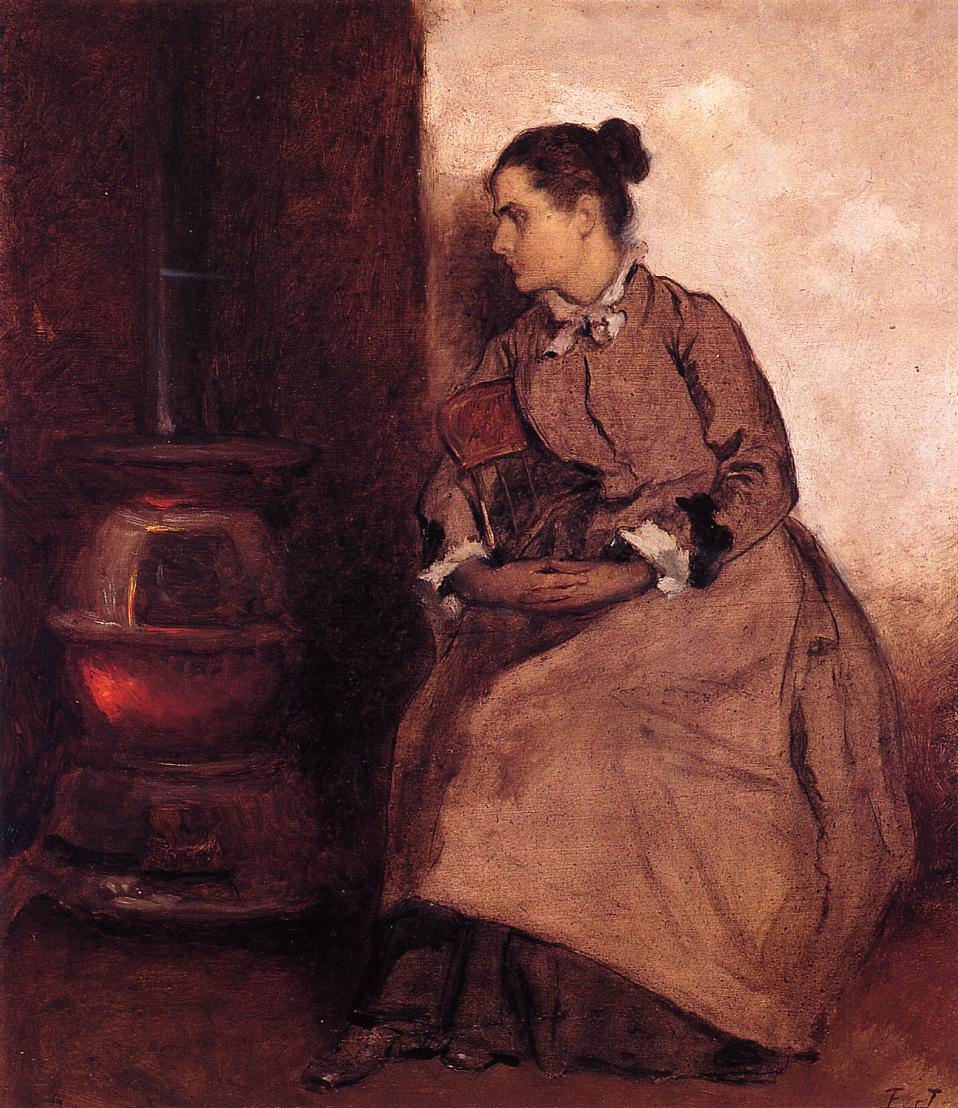
حوالی ۱۸۶۲ م.
موزه بروکلین